# Augaptilus depressus
Augaptilus depressus är en kräftdjursart som beskrevs av Esterly 1913. Augaptilus depressus ingår i släktet Augaptilus och familjen Augaptilidae. Inga underarter finns listade i Catalogue of Life.